# Judosz

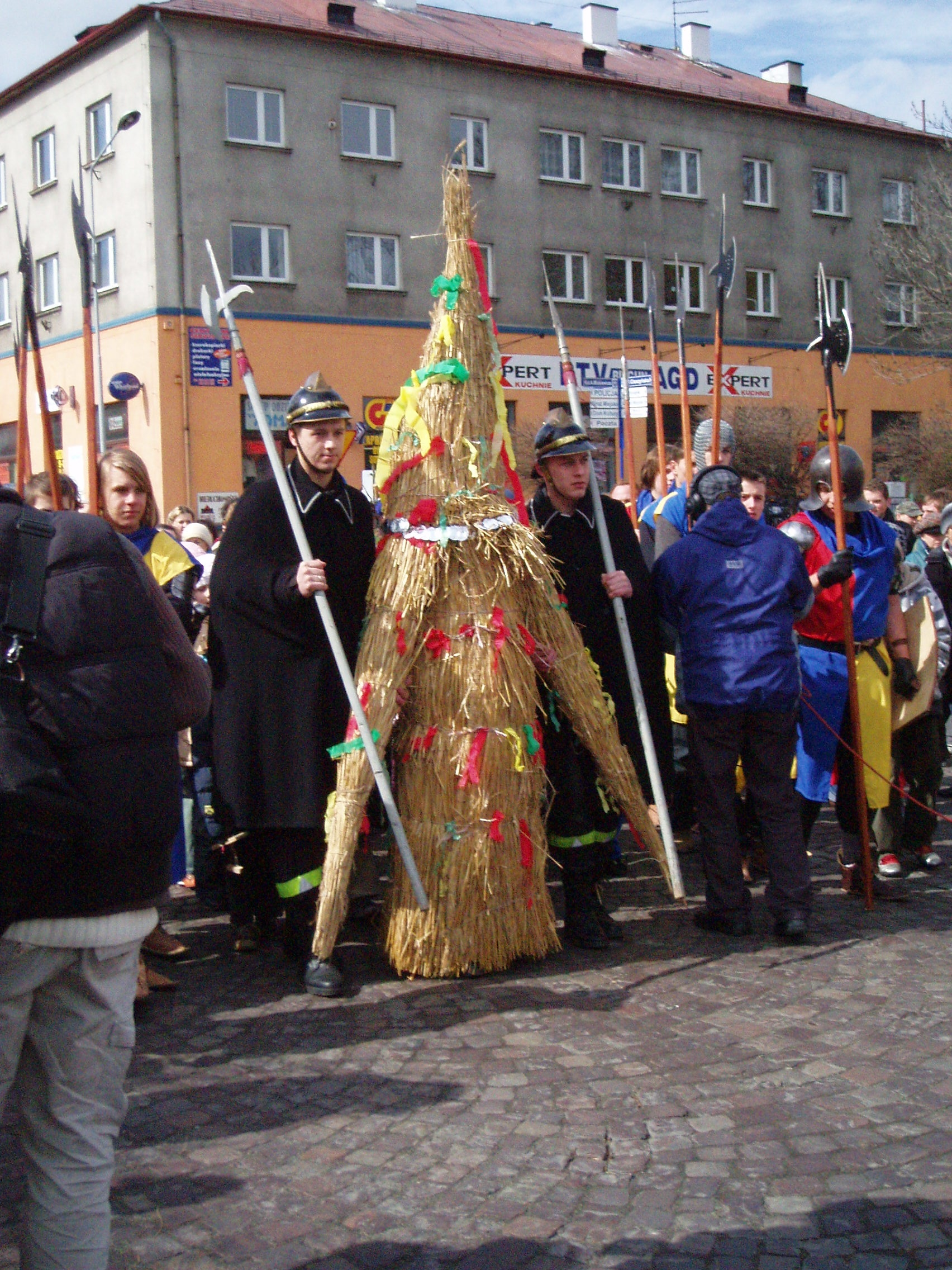
Pochód z Judoszem w Wielką Sobotę,
22 marca 2008 r.

Judosz – kukła przedstawiająca jednego z 12 apostołów – Judasza, tradycyjnie wodzona po mieście Skoczów na Śląsku Cieszyńskim w Wielki Piątek i Sobotę każdego roku na znak potępienia zdrady i wydania Jezusa na śmierć w czasie ostatniej wieczerzy. Wykazuje podobieństwo do występującego gdzie indziej obrzędu „palenia Judasza”.

## Historia obrzędu
Początkowo był to zwyczaj mieszkańców Śląska Cieszyńskiego; do dzisiejszych czasów zachował się jedynie w Skoczowie. Pierwsze wzmianki o uroczystości spalenia Judosza w Skoczowie pochodzą z przełomu XVI-XVII w., z dziennika skoczowskiego burgrabiego Jana Tilgnera. Pierwszymi organizatorami wodzenia byli ludzie związani z kościołem, ministranci, kościelni i organiści. Zwyczaj był zakazany przez okupanta niemieckiego w czasie II wojny światowej. Po wojnie wodzenie Judasza odbywało się po terenie dzisiejszego osiedla Objazdowa, regularnie do lat 50.–60. XX w., po czym zwyczaju poprzestano. Od 1986 roku wskrzeszony przez Towarzystwo Miłośników Skoczowa i lokalny oddział Ochotniczej Straży Pożarnej.

## Opis obrzędu
Kukła wykonana jest ze słomy ozdobionej kolorowymi wstążkami i naszyjnikiem z trzydziestoma srebrnikami za które Judasz wydał Jezusa. Kukła ma wysokość około 3 metrów. Procesja wyrusza spod miejscowej remizy w kierunku rynku. W czasie uroczystości Judosz jest niesiony ulicami miasta przez strażaka znajdującego się wewnątrz kukły. Podczas wodzenia Judosza w otoczeniu kukły znajduje się dwóch halabardników za którymi podąża tłum dzieci z klekotami. Klekoty symbolizują trzęsienie ziemi, jakie wystąpiło na Golgocie, gdy Chrystus umierał na krzyżu. W czasie obrzędu Judosz trzykrotnie kłania się dwóm najwyższym budynkom w mieście: ratuszowi i probostwu, oraz miejscowemu burmistrzowi i proboszczowi jako przedstawicielom władz świeckich i kościelnych. W Wielki Piątek po przejściu przez miasto Judosz wraca do remizy. W Wielką Sobotę obrzęd jest powtarzany, a kulminacją uroczystości jest publiczne spalenie kukły, mające na celu wygnanie zła, swar i waśni z miasta. Według dyrektorki Muzeum Beskidzkiego w Wiśle – Małgorzaty Kiereś, wodzenie Judosza to zwyczaj ludowy, typowy dla czasu, kiedy zima przechodzi w wiosnę. Judosz jest symbolem zła, takim jak marzanna i w samym obrzędzie nie należy doszukiwać się żadnych dodatkowych podtekstów.

## Obrzędy towarzyszące
Wodzeniu z Judoszem towarzyszą dodatkowe tradycje. O północy z Wielkiego Czwartku na Wielki Piątek odbywa się obrządek obmywania. Ma on na celu oczyszczenie się od zła przed rozpoczęciem świąt. Rytualne obmywanie nóg ma upamiętnić poświęcenie Chrystusa i jego Ostatnią Wieczerzę.
Drugim obrządkiem jest degustacja tatarczówki. Ta wytwarzana z tataraku wódka regionalna jest pita w czasie trwania Wielkiego Piątku.

## Kontrowersje
- W latach 60. XX w., za namową jednego z wikarych, ówczesny proboszcz parafii św. Piotra i Pawła w Skoczowie zabronił ministrantom organizacji pochodu jako obrzędu pogańskiego i szkodliwego dla Kościoła.
- W kwietniu 2007 r., obrzęd jako okultystyczny potępili beskidzcy działacze LPR żądając jego delegalizacji i zakazania, grożąc że jeśli rytuał powtórzy się za rok, to wniosą sprawę do sądu o urazę uczuć religijnych miejscowych katolików i luteran. Okoliczny działacz związany z Ligą, Tadeusz Malejka, tłumaczył stanowisko partii słowami: to okultystyczny zwyczaj, godzi w wartości chrześcijańskie. Nie przystoi, żeby w Wielki Piątek, kiedy Chrystus umierał za nasze grzechy na krzyżu, zamiast uszanować powagę tego szczególnego dnia, urządzano w mieście hałaśliwą imprezę rodem z Rio de Janeiro.
- W 2008 r., proboszcz parafii Św. Piotra i Pawła, a zarazem dziekan dekanatu skoczowskiego ks. Alojzy Zuber potępił wodzenie Judosza w specjalnym liście do wiernych jako obrzęd pogański. Ks. Zuber podkreślił, iż nie przystoi by w czasie adoracji grobu pańskiego w tym samym czasie przed kościołem odbywała się inna do tego głośna uroczystość. Duchowny przestrzegł również wiernych, iż chrześcijanom nie przystoi uczestniczyć w podobnych uroczystościach. List odczytano w Niedzielę Palmową, 16 marca w skoczowskich kościołach. Ks. Zubera poparli inni księża, ks. Przemysław Sawa i ks. Krzysztof Klajmon. Zaś tacy księża jak ks. Stanisław Lipowski, ks. Tomasz Kotlarski czy ks. Marcin Wróbel nie widzieli problemu w kontynuowaniu tradycji. W odpowiedzi na zaistniałą sytuację odbyło się walne zgromadzenie Towarzystwa Miłośników Skoczowa, na którym jednomyślnie podjęto decyzję o kontynuowaniu zwyczaju w 2008 r. Konsekwencją listu ks. Zubera była zmiana trasy procesji z Judoszem. Po raz pierwszy od czasów reaktywacji obrzędu w latach 80. XX w., kukła nie była wodzona przed kościołem parafialnym w Skoczowie. Pokłon probostwu Judosz złożył z większej odległości, a nie przed samym budynkiem. Natomiast jeśli chodzi o władzę świecką, to kukła złożyła pokłon przed ratuszem, lecz burmistrz Skoczowa, Janina Żagan, nie pojawiła się.